# Mark Harmon
Thomas Mark Harmon, známější jako Mark Harmon (* 2. září 1951 Burbank, Kalifornie) je americký herec, který se od poloviny 70. let objevil v celé řadě rolí. Od roku 2003 hraje v seriálu Námořní vyšetřovací služba (NCIS) zvláštního agenta Leroye Jethra Gibbse.

## Biografie
Mark Harmon se narodil v Burbanku, v Kalifornii, jako nejmladší ze tří dětí. Jeho otec Tom Harmon byl hráčem basseballu a také váženým rozhlasovým hlasatelem. Jeho matka Elise Knox je bývalá herečka. Mark má dvě sestry, Kelly a Kristin. Jeho prarodiče z matčiny strany byli rakouští přistěhovalci. Roku 1988 se oženil s Pam Dawber, se kterou má 2 syny.
Roku 1986 byl vyhlášen časopisem People nejpřitažlivějším mužem planety. Navštěvoval státní univerzitu (University of California, Los Angeles), kde byl úspěšným hráčem fotbalu a obdržel cenu nejlepšího hráče univerzitních týmů. Harmon si zahrál v mnoha filmech. Mezi nejznámější patří Pevnost (The Presidio), Po slibu (After the Promise), Na věčné časy (For All Time), Nenechám tě odejít (And Never Let Her Go), Tajemství pod vodou (Magic in the Water), Hon za svobodou (Chasing Liberty), Mezi námi děvčaty (Freaky Friday), Válka surfařů (Local Boys), Studené štěstí (Cold Heaven), Vražedné pochybnosti (Crossfire Trail), Za dobrodružstvím Poseidonu (Beyond the Poseidon Adventure) a mnoha dalších.
Objevil se také v seriálech. Mezi nejznámější z nich patří Nemocnice Chicago Hope a Námořní vyšetřovací služba.

## Osobní život
Dříve než začal s hereckou kariérou, pracoval jako tesař. V seriálu NCIS jsou jeho tesařské dovednosti zmiňovány prostřednictvím postavy Gibbse, který staví ve svém sklepě lodě.
Mark Harmon je ženatý s herečkou Pam Dawber, se kterou má dva syny: Seana Thomase Harmona (narozen 25. dubna 1988), který v NCIS ztvárňuje mladého Gibbse, a Tye Christiana Harmona (narozen 25. června 1992).
V roce 1996 Harmon zachránil dva dospívající chlapce, kteří měli dopravní nehodu poblíž jeho domu. Rozbil okno jejich auta a pak je vytáhl z plamenů, zatímco jeho manželka zavolala 911.